# Donatus Edet Akpan
Mons. Donatus Edet Akpan (* 7. srpna 1952 Ikot Ada Utor) je nigerijský římskokatolický duchovní a biskup Ogojy.

## Život
Narodil se 7. srpna 1952 v Ikot Ada Utor.
Poté co navštěvoval St. Mary’s Primary School v Nto Okpo, vstoupil roku 1971 do Queen of Apostles minor seminary. Zde studoval do roku 1975 a poté započal studium filosofie na Bigard Memorial Seminary v Enugu a St. Joseph major seminary ve stejném městě. Má magisterský titul z biblické teologie na Nigerijské univerzitě v Nsuce. Dne 12. října 1985 byl vysvěcen na kněze a inkardinován do diecéze Ikot Ekpene.
Po vysvěcení působil jako učitel v menším semináři v Afaha Obong a kaplan ve farnosti Neposkvrněného početí v Afaha Obong. Následně byl knězem fidei donum v arcidiecézi Abuja, učitelem v menším semináři svatého Šimona a Judy v Kuje, farářem farnosti Krista Krále v Kubwě a poté farnosti Všech svatých v Dutse Alhaji. Roku 2006 se stal administrátorem prokatedrály Panny Marie z Nigérie v Abuje, kterým byl ať do roku 2011. Působil také jako kněz farnosti svatých Petra a Pavla v abujské čtvrti Nyanya a farností Svatého Růžence ve čtvrti Wuse.
Byl předsedou arcidiecézní liturgické komise a hlavním ceremoniářem arcidiecéze Abuja.
Dne 9. dubna 2017 jej papež František jmenoval biskupem diecéze Ogoja. Biskupské svěcení přijal 7. července 2017 z rukou arcibiskupa Josepha Effiong Ekuwemeho a spolusvětiteli byli biskup John Ebebe Ayah a biskup Camillus Raymond Umoh.